# Aizoon zeyheri
Aizoon zeyheri är en isörtsväxtart som beskrevs av Otto Wilhelm Sonder. Aizoon zeyheri ingår i släktet Aizoon och familjen isörtsväxter. Inga underarter finns listade i Catalogue of Life.